# El Virrey Solís (telenovela)
El Virrey Solís es una telenovela colombiana de época de 1981, realizada por RTI Televisión para la Cadena Uno protagonizada por Gilberto Puentes y Judy Henríquez, sobre la vida del virrey más destacado de Nueva Granada porque fue el más joven de todos en ejercer (a los 37 años), de pensamiento y carácter progresista de su gobierno, realizando numerosas obras en pro del progreso del virreinato y en beneficio de la comunidad, pero también por haber enfrentado un juicio de residencia del que salió exonerado de los cargos imputados y por convertirse en fraile franciscano inmediatamente terminó su mandato.

## Sinopsis
Historia de don José Solís Folch de Cardona, mariscal de campo de los Reales Ejércitos, Comendador de Ademus y Castel Fabi, Primer teniente de la Guardia de Corps, y Virrey del Nuevo Reino de Granada.
El virrey Solís es famoso también por las conjeturas y leyendas que circulaban referentes a su vida privada que se juzgaba licenciosa involucrándolo con una dama apodada "la Marichuela".
El Virrey Solís debió enfrentar durante su mandato conflictos políticos con miembros de la Real Audiencia, que incluso lo llevaron a ser acusado y juzgado por defraudación o disipación del erario real en lo que se denomina juicio de residencia, siendo exonerado en segunda instancia en el Consejo de Indias, cuando ya había tomado los hábitos de la Tercera orden de San Francisco luego de terminar su mandato.

## Reparto
- Gilberto Puentes
- Judy Henriquez
- Ronald Ayazo
- Gloria Zapata
- Jorge Emilio Salazar
- Alicia de Rojas
- Mariela Home
- Edgardo Román
- Lucero Galindo
- Dario Valdivieso
- Omar Sanchez
- Jaime Saldarriaga
- Iván Rodríguez
- Delfina Guido
- Alfredo Gonsalez
- Gonzalo Ayala
- Patricia Bonilla
- Carlos Barbosa
- Samara de Córdova
- Carmen de Lugo
- Rosita Alonso
- Oscar de Moya
- Lucero Gómez
- Amparo Moreno
- Manuel Pachon
- Silvio Ángel
- Fabio Camero
- Hugo Pérez
- Mario García
- Leopoldo  Valdivieso
- Santiago Munevar
- Socorro Ortega
- Eleazar Osorio